# Sead Kolašinac
Sead Kolašinac (* 20. června 1993 Karlsruhe) je bosenský profesionální fotbalista, který hraje na pozici levého obránce za italský klub Atalanta BC a za bosenský národní tým.
V mládežnických kategoriích reprezentoval Německo, na seniorské úrovni obléká národní dres Bosny a Hercegoviny. S bosenskou reprezentací se zúčastnil Mistrovství světa ve fotbale 2014 v Brazílii.
Je synovcem bývalého německého fotbalisty Rifata Kolašinace.